# محمدرضا عبدالملکیان
محمدرضا عبدالملکیان (زادهٔ ۱۴ خرداد ۱۳۳۱) شاعر ایرانی است.

## زندگی
محمدرضا عبدالملکیان در ۱۴ خرداد ۱۳۳۱ در نهاوند به دنیا آمد. خانوادهٔ پدری وی از منطقهٔ بیجار گروس در استان کردستان به نهاوند آمده‌بودند. او فرزند سوم یک خانوادهٔ هفت‌نفره بود. وی تحصیلات ابتدایی و متوسطه را در نهاوند ادامه داد و پس از ادامه تحصیل در رشتهٔ کشاورزی، با اخذ درجه کارشناسی «مهندسی کشاورزی» در سال ۱۳۵۷ در مؤسسه مطالعات و تحقیقات اجتماعی دانشگاه تهران به کار مشغول و در سال ۱۳۶۳ به وزارت کشاورزی منتقل شد.
او تحصیلات خود را تا مقطع کارشناسی ارشد در رشته مدیریت ادامه داد و در حال حاضر به عنوان مدیرکل دفتر آموزش‌های رسمی و حرف کشاورزی مشغول کار است. عبدالملکیان کار شعر را از دوره دبیرستان آغاز کرد و در سال ۱۳۵۴ نخستین مجموعه شعرش را منتشر کرد. او طی بیش از ۳۰ سال فعالیت شعری علاوه بر چاپ و انتشار چندین عنوان مجموعه شعر، عهده‌دار مسئولیت‌های گوناگون فرهنگی و ادبی نیز بوده است و از جمله در حال حاضر مدیر عامل دفتر شعر جوان، عضو هیئت مدیره انجمن شاعران ایران و عضو شورای عالی خانه هنرمندان است.

## سبک اشعار
در ابتدا به قالب چهارپاره‌های پیوسته روی آورد. اما بیشتر اشعارش در قالب نو نیمایی و سپید سروده شده است. اغلب شعرهای وی رنگ و بوی عاشقانه با درون‌مایه اجتماعی دارد که با لحنی ساده و خوش‌آهنگ به دور از ابهام بیان شده‌اند.

## زندگی شخصی
عبدالملکیان در سال ۱۳۵۸ ازدواج کرد. حاصل ازدواجش دو فرزند به نام‌های گروس و نسیم است. گروس مانند پدرش به شعر و ادبیات روی آورد. دخترش در مقطع دکترای دامپزشکی فارغ‌التحصیل شده و مشغول فعالیت است.

## آثار
- ساده با تو حرف می‌زنم
- مه در مه
- ریشه در ابر
- مهربانی
- ردپای روشن باران
- گل چه پایان قشنگی دارد (یادنامه سلمان هراتی)
- حالا که آمده‌ای
- حالا که رفته‌ای (یادنامه قیصر امین‌پور)[۴]
- آوازهای آبادی
- پل خواب

## فیلمِجهان را به شاعران بسپارید
فیلم مستند «جهان را به شاعران بسپارید» با موضوع شعر و زندگی محمدرضا عبدالملکیان به کارگردانی مهدی سلطانی پنجشنبه ۴ آبان ۱۳۹۶ در تالار شهناز خانه هنرمندان به نمایش درآمد.
چهره‌هایی همچون غلامحسین امیرخانی، محمد سریر، ابراهیم حقیقی، ایرج راد، محمدرضا فیروزه‌ای، اصغر دشتی، عبدالجبار کاکایی، رشید کاکاوند و گروس عبدالملکیان در این فیلم حضور دارند. صدای خسرو شکیبایی، ایرج راد، مریم نشیبی، گروس عبدالملکیان و شهاب بهرامی نیز در بخش‌های مختلف این مستند مورد استفاده قرار گرفته است.